# Ceratina shinnersi
Ceratina shinnersi är en biart som beskrevs av Daly 1973. Ceratina shinnersi ingår i släktet märgbin, och familjen långtungebin. Inga underarter finns listade i Catalogue of Life.